# Rindbach (Traunsee)
Der Rindbach  ist ein Zufluss des Traunsees im Salzkammergut in Oberösterreich.

## Beschreibung
Der Bach entspringt im hintersten Rindbachtal im Gemeindegebiet von Ebensee am Traunsee und fließt nach Westen, wo er im Ortsteil Rindbach in den Traunsee mündet. Im Verlauf stürzt der Bach bei den Rindbachfällen über mehrere Geländestufen in die Tiefe. Die Ufer sind weitgehend natürlich, nur entlang von Straßen und vor der Mündung in den See ist das Ufer im Trapezprofil verbaut.